# مقاطعة أرخانغلسك
أرخانغلسك أوبلاست هي إحدى الكيانات الفدرالية في روسيا. وتحوي المدن والقرى التالية: أرخانغلسك،
كارغوبول،
كورياجما،
كوتلاس،
ميزين،
ميرني،
نوفودفينسك،
نايندوما،
أونغا،
سفرودفنسك،
شنكورسك،
سولفيتشغودسك،
فيلسك،